# Арсеније I Сремац
Свети Арсеније I Сремац (?—1266) био је други архиепископ српски, од 1233. до 1263. године.

## Биографија
Његово место рођења није тачно утврђено. Архиепископ пећки Данило II у „Житију архиепископа Арсенија“ написаном између 1324. и 1327. наводи да је пореклом „од сремске земље“, у фусноти стоји српске.  Међутим, треба имати у виду да су у 13. и 14. веку простор данашње Мачве и слив Колубаре називани Сремом. У српској редакцији Пролога митрополита Константина Мокисијског с краја 13. или почетка 14. века пише да је пореклом „од стране далматинске, која је у држави краљевства српског“. Архимандрит манастира Високи Дечани Хаџи Серафим Ристић износи две верзије Арсенијевог рођења. Према једној родио се у Срему у селу Дабар, близу реке Дунава и града Сланкамена, а према другој родио се у Далмацији, близу Јадранског мора.
Замонашио се у младости и кад је чуо за делатност Светог Саве отишао је њему у Жичу. Свети Сава га је убрзо поставио за игумана Жиче.
Арсеније је за архиепископа изабран вољом свог претходника Светог Саве који се 1233. повукао са трона пред други полазак за Јерусалим.
Саградио је Цркву Светих апостола у Руговској клисури код Пећи који је касније названа Црква Вазнесења Господњег. У време његове управе 1253. године је седиште архиепископије пребачено из манастира Жиче у манастир Пећка патријаршија.
Његово житије и службу написао је архиепископ Данило II. Данило II је у својој задужбини, Богородичиној цркви у Пећи, дао да се наслика циклус слика из Арсенијевог живота.
Повукао се са трона 1263. услед тешке болести (парализе). Боловао је и умро у Црнчи код Бијелог Поља 28. октобра 1266. године и сахрањен у Храму Светих апостола у Пећи. Његове мошти ношене су и чуване по разним манастирима, а од 1920. године налазе се у манастиру Ждребаоник код Даниловграда.
На страници, порекло презимена, село Будимља (Беране) стоји овај податак: „На дну Будимље, до самог Лима, налази се црквина Шудикова, која је још из доба Немањића. Црква је била посвећена Св. Арсенију, чије је тело ту пренесено из Пећи и ту је неко време почивало, докле га опет нису склонили испред турског зулума."
Када су Црногорци кнеза Данила похарали Куче оскрнавили су и медунску цркву, одакле су узели мошти св. Арсенија. У Медун су га донијели монаси из Мораче (гдје је донесен из Пећке Патријаршије), али их је игуман Димитрије послао у Куче рекавши: „Ту је слободан од Турака, а овдје га не смијемо држати близу Колашинских и других Турака." Никшићки лист „Невесиње“ у броју 18. од 2. септембра 1898. г. у чланку о манастиру Довоља, између осталога пише: „До скоро су овдје постајале мошти св. Арсеније, које се сада находе у Бањанима." Тај манастир је некада био важан духовни центар Потарја, у којем су се, захваљујући свом скривеном положају склањале драгоцјености из других вјерских центара који су били на удару Турака. Исти лист „Невесиње“ у 19. броју доноси: „Ждребаник, 25. августа 1898...да се помоли Богу и св. Арсенији и поклони храму св. Архистратига Михаила, у коме је почивало тијело српског Архиепископа св. Арсенија, који је пренесен у Косијерево год. 1885..." (Косијерево, манастир на крајњем југозападу Бањана). У овом манастиру су биле мошти Светог Арсенија Српског од 1884. године до 1914. године. Послије су пренете у манастир Ждребаоник. Никшићке новине „Оногошт“, бр.4. из 1899. г. у тексту о манастиру Ждребанику, пише да су ту биле мошти св. Арсенија до 1885. када су пренесене у Косијерево. Лазар Томановић 1885. године спомиње строги петак (пост) по наредби владичиној, на славу Св. Арсенија, као на дан кад му је тијело лане пренесено из Брда у Косијеревски манастир.  Данас се мошти налазе у манастиру Ждребаоник.
Српска православна црква га прославља као светитеља 28. октобра по црквеном тј. 10. новембра по грађанском календару. Српска црква у Зети, књажевини и краљевини Црној Гори, као и данас, га је заједно са Светим Савом одувек прослављала, а тзв. Црногорска православна црква, која се позива да је наследница црногорске цркве из периода пре 1920. године га је заједно са светим Савом избацила из календара, иако се он у Орлићу (црногорски годишњаци из 19. вијека) он наводи као црногорски светац, јер су му мошти на тлу тадашње Црне Горе.

## Галерија
- Фреска у Цркви Светих апостола у Манастиру Пећка патријаршија
- Црква у канадском градићу Витби, једина црква посвећена Светом Арсенију Сремцу
- Икона изнад улазних врата у црквену лађу цркве у Витбију